# Wittener Tage für neue Kammermusik
Die Wittener Tage für neue Kammermusik sind ein Musikfestival, das 1936 vom Wittener Komponisten Robert Ruthenfranz gegründet wurde und seit 1969 gemeinsam von der Stadt Witten und dem Westdeutschen Rundfunk veranstaltet wird, zurzeit außerdem gefördert durch das Ministerium für Städtebau und Wohnen, Kultur und Sport des Landes Nordrhein-Westfalen und unterstützt vom Kommunalverband Ruhrgebiet (bis 2004) bzw. Regionalverband Ruhr 2005 sowie dem Landschaftsverband Westfalen-Lippe. Als Uraufführungsfestival genießen die Wittener Tage, die jährlich am letzten April-Wochenende stattfinden, internationale Aufmerksamkeit. Die Konzerte erfahren über die Ausstrahlung in WDR 3, den Programmaustausch der ARD und der EBU weltweite Verbreitung. 2023 übernahm Patrick Hahn nach der 34-jährigen Ära von Harry Vogt die künstlerische Leitung der Wittener Tage für neue Kammermusik und damit auch die Gestaltung und Weiterentwicklung der renommierten Uraufführungsreihe Musik der Zeit des WDR.

## Geschichte
Bereits 1936 rief der Komponist Robert Ruthenfranz (1905–1970) die „Wittener Musiktage“ ins Leben. Es scheint bemerkenswert, dass noch im dritten Reich ein Festival für zeitgenössische Musik ins Leben gerufen werden konnte, handelte es sich doch um Musik, die tendenziell als „entartet“ betrachtet wurde. Dies dürfte jedoch auf geschicktes politisches Agieren von Robert Ruthenfranz zurückzuführen sein, der seit 1937 Mitglied der NSDAP war. Nach dem Krieg bezeichnete er sein Engagement für die Wittener Tage als einen Akt „stiller Opposition“. Eine Bewertung dieses Abschnitts der Geschichte, der Verbindung zwischen Festival und Kulturpolitik des Dritten Reiches, scheint zum gegenwärtigen Zeitpunkt noch schwer möglich. 
Bereits 1947 setzte Robert Ruthenfranz das Festival in unregelmäßigem Abstand fort (1947, 1948, 1950, 1953 und 1957), erst ab 1960 fanden die Wittener Musiktage jährlich statt. Die Stadt Witten beteiligte sich ab 1957 mit jährlich wachsenden Summen an den Musiktagen. 1964 übernahm das Kulturamt die Veranstaltung und Finanzierung (bis zum Einstieg des WDR) völlig. 

### 1969–1989
Richtungsweisend für die Wittener Tage wurde das Engagement des WDR, der ab 1969 nicht nur die Festivalkonzerte mitschnitt, sondern auch den damaligen Redakteur für neue Kammermusik Wilfried Brennecke freistellte, in Zukunft über seine Tätigkeit für den Rundfunk hinaus auch die inhaltliche Verantwortung für die Wittener Tage zu tragen. Zu diesem Zeitpunkt erfolgte auch die Umbenennung der „Wittener Musiktage“ zu den „Wittener Tagen für neue Kammermusik“. 1973 veranstaltete der WDR erstmals offiziell das Abschlusskonzert, annonciert als „Sonderkonzert des Westdeutschen Rundfunks“. Porträtkonzerte waren ab 1978 ein prägender Bestandteil von Brenneckes Dramaturgie. Ein Fokus seiner Programmarbeit lag von Beginn an auch auf Komponisten der Sowjetunion und anderer Länder „hinter dem Eisernen Vorhang“, womit Witten zum maßgeblichen Festival wurde, bei dem die internationale Entwicklung der Neuen Musik in ihrer gesamten Bandbreite dargestellt war. Viele Komponisten waren in Witten erstmals im westlichen Teil Europas zu hören. So war beispielsweise György Kurtág dem Wittener Publikum bekannt, lange bevor Pierre Boulez ihm Jahre später zu seinem internationalen Durchbruch verhalf. Zu den am häufigsten aufgeführten Komponisten der Ära Brennicke gehören neben Kurtág auch Paul-Heinz Dittrich, Helmut Lachenmann und Friedrich Goldmann. Nach 21 Ausgaben legte Brennecke 1989 seine Tätigkeit nieder. Zu seinem Abschied  schrieben zahlreiche Komponisten auf Brenneckes Anregung insgesamt 30 „Abschiedsstücke“, die in drei „Intermezzi“ das Programm ergänzten.

### Nach 1990
Von 1990 bis 2022 lag die künstlerische Leitung des Festivals beim Redakteur für Neue Musik des WDR, Harry Vogt. Unter seiner Ägide erweiterte das Festival die einbezogenen Spielarten von Kammermusik: neben Klanginstallationen und improvisierter Musik wurden vermehrt auch Aspekte des Musiktheaters berücksichtigt. Die Zahl der Uraufführungen wurde gleichfalls erhöht, andererseits wurden jedoch zahlreiche Komponisten permanent aus den Programmen entfernt, wodurch sich eine deutliche Verschiebung der Koordinaten ergab. Eine tragende Rolle spielen in Vogts Konzeption die Interpreten, dazu zählen regelmäßig trio und ensemble recherche, das Arditti String Quartet, Klangforum Wien, Ensemble Modern u. a. Auch neue Formationen erlebten in den vergangenen Jahren hier ihre Premiere wie u. a. Ensemble Ascolta oder Ensemble 2x2. Unter Vogts Führung konsolidierte sich der Ruf der Wittener Tage als eines „Donaueschingen des Ruhrpott“. 

#### The Witten In Nomine Broken Consort Book
Anlässlich des zehnjährigen Jubiläums von Harry Vogt bat das ensemble recherche für die Wittener Tage 1999 zahlreiche Komponisten um ein Überraschungsstück. Die Komposition sollte auf einen beliebten Hymnus des 16. Jahrhunderts von John Taverner Bezug nehmen. Über 50 Komponisten sind seither der Einladung des Ensembles gefolgt, deren Werke zu diesem Anlass im Wittener „in nomine“-Buch dargestellt wurden.

#### Krise im Jahr 2012
Nachdem die überschuldete Stadt Witten nach Haushaltsauflagen des Landes ihren Beitrag von 40.000 € zum Festival nicht mehr leisten durfte, verfiel auch die vom Land zugesagte Förderung von 30.000 €. Nur durch eine Kostenübernahme durch den WDR konnte das Festival gerettet werden. Für die Zukunft soll laut einem Bericht der NMZ über die Finanzierung neu verhandelt werden.